# SmackDown Tag Team Championship
SmackDown Tag Team Championship este un campionat de wrestling profesionist creat și utilizat de către compania americană WWE, în marca sa SmackDown Live. Campionatul a fost creat pe 23 August din 2016 și prezentat la SmackDown Direct de către directorul General și Comisarul de SmackDown, Daniel Bryan si Shane McMahon respectiv.

## Istoria
Campionatul la echipe din SmackDown a fost anunțat pe 23 august 2016, după necesitatea de a avea un campionat în perechi în brandul SmackDown Live. A fost confirmat un turneu pentru a defini noi campioni. A fost confirmat faptul că pentru evenimentul Backlash 2016, va avea loc finala a unui turneu în perechi pentru a defini primii campioni. Actualii campioni sunt the new day.

### Dețineri
Din martie 26, 2025.
| #  | Wrestler                                                            | Dețineri | Data               | Durată (zile) | Eveniment                        | Detalii suplimentare |
| -- | ------------------------------------------------------------------- | -------- | ------------------ | ------------- | -------------------------------- | --- |
| 1  | Heath Slater & Rhyno                                                | 1        | 11 septembrie 2016 | 84            | Backlash                         | I-a învins pe The Usos în finala unui turneu. |
| 2  | The Wyatt Family (Randy Orton (1), Bray Wyatt (1) & Luke Harper (1) | 1        | 4 decembrie 2016   | 23            | TLC                              | Orton și Wyatt a-u câștigat centurile, dar posterior Harper a fost recunoscut ca campion de câtre Daniel Bryan și Shane. |
| 3  | American Alpha (Chad Gable and Jason Jordan)                        | 1        | 27 decembrie 2016  | 84            | SmackDown Live                   | A fost un fatal 4-way tag team elimination match în care a-u participat și The Usos, Slater & Rhyno și Wyatt Family. |
| 4  | The Usos (Jimmy Uso and Jey Uso)                                    | 1        | 21 martie 2017     | 124           | SmackDown Live                   | |
| 5  | The New Day (Big E, Kofi Kingston, and Xavier Woods)                | 1        | 23 iulie 2017      | 28            | Battleground                     | Kingston și Woods a-u câștigat meciul, dar și Big E a fost considerat campion. |
| 6  | The Usos (Jimmy Uso and Jey Uso)                                    | 2        | 20 august 2017     | 15            | Summerslam                       | Big E și Woods a-u reprezentat New Day. |
| 7  | The New Day (Big E, Kofi Kingston, și Xavier Woods)                 | 2        | 12 septembrie 2017 | 26            | Sin City SmackDown               | A fost un Sin City Street Fight. |
| 8  | The Usos (Jey Uso și Jimmy Uso)                                     | 3        | 8 octombrie 2017   | 182           | Hell in a Cell                   | A fost un Hell in a Cell Match. Big E și Xavier Woods a-u reprezentat New Day. |
| 9  | The Bludgeon Brothers (Harper (2) & Rowan)                          | 1        | 8 aprilie 2018     | 135           | WrestleMania 34                  | A fost un triple threat tag team match. Big E și Kofi Kingston a-u reprezentat New Day. |
| 10 | The New Day (Big E, Kofi Kingston, și Xavier Woods)                 | 3        | 21 august 2018     | 56            | SmackDown Live                   | A fost un No Disqualification match. Xavier Woods și Kofi Kingston a-u reprezentat New Day. |
| 11 | The Bar (Cesaro și Sheamus)                                         | 1        | 16 octombrie 2018  | 103           | SmackDown 1000                   | |
| 12 | The Miz și Shane McMahon}}                                          | 1        | 27 ianuarie 2019   | 21            | Royal Rumble                     | |
| 13 | The Usos (Jey și Jimmy Uso)                                         | 4        | 17 februarie 2019  | 51            | Elimination Chamber              | |
| 14 | The Hardy Boyz (Jeff Hardy și Matt Hardy)                           | 4        | 9 aprilie 2019     | 21            | SmackDown                        | |
| —  | Vacante                                                             | 4        | 30 aprilie 2019    | —             | SmackDown                        | |
| 15 | Daniel Bryan și Rowan (2)                                           | 1        | 7 mai 2019         | 68            | SmackDown                        | |
| 16 | The New Day (Big E și Xavier Woods)                                 | 4        | 14 iulie 2019      | 63            | Extreme Rules                    | A fost un triple threat tag team match în care au mai participat și Heavy Machinery (Otis și Tucker). |
| 17 | The Revival (Scott Dawson și Dash Wilder)                           | 1        | 15 septembrie 2019 | 54            | Clash of Champions               | |
| 18 | The New Day (Big E și Kofi Kingston)                                | 5        | 18 noiembrie 2019  | 111           | SmackDown                        | |
| 19 | The Miz (2) and John Morrison                                       | 1        | 27 februarie 2020  | 50            | Super ShowDown                   | |
| 20 | The New Day (Big E, Kofi Kingston, și Xavier Woods)                 | 6        | 17 aprilie 2020    | 92            | SmackDown                        | |
| 21 | The Artist Collective (Cesaro (2) și Shinsuke Nakamura)             | 1        | 19 iulie 2020      | 82            | The Horror Show at Extreme Rules | |
| 22 | The New Day (Kofi Kingston and Xavier Woods)                        | 7        | 9 octombrie 2020   | 2             | SmackDown                        | |
| 23 | The Street Profits (Angelo Dawkins și Montez Ford)                  | 1        | 12 octombrie 2020  | 88            | Raw                              | În urma draftului WWE din 2020, The New Day au fost transferați la Raw, în timp ce campionii Team Team din Raw, The Street Profits, au fost transferați la SmackDown. Pentru a menține campionatele în mărcile sale respective, oficialul WWE, Adam Pearce, a făcut un schimb de campionate într-e cele două echipe. |
| 24 | The Dirty Dawgs (Dolph Ziggler și Robert Roode)                     | 1        | 8 ianuarie 2021    | 127           | SmackDown                        | |
| 25 | The Mysterios (Rey Mysterio și Dominik Mysterio)                    | 1        | 16 mai 2021        | 62            | WrestleMania Backlash            | |
| 26 | The Usos (Jey Uso și Jimmy Uso)                                     | 5        | 18 iulie 2021      | 18+           | Money in the Bank                | |